# アーガイル・アンド・ビュート統監
アーガイル・アンド・ビュート統監（アーガイル・アンド・ビュートとうかん、英語: Lord Lieutenant of Argyll and Bute）は、イギリスの官職。
統監の1つで、アーガイル・アンド・ビュートを担当する。
1973年地方政府（スコットランド）法でスコットランドの地方自治体再編が行われ、再編に伴う1975年統監令（The Lord-Lieutenants Order 1975）によりアーガイルシャー統監とビュートシャー統監が統合される形で成立した。

## 一覧
- 1975年3月19日 – 1990年2月8日：マクリーン男爵チャールズ・マクリーン（英語版）[1][2]
  - アーガイルシャー統監より続投[2]
- 1990年5月23日 – 1993年7月21日：第6代ビュート侯爵ジョン・クライトン＝ステュアート（英語版）[2]
- 1994年2月1日 – 1995年4月27日：アーチボルド・イアン・フレッチャー[2]
- 1996年2月16日 – 2001年4月21日：第12代アーガイル公爵イアン・キャンベル（英語版）[2]
- 2001年4月21日 – 2002年7月16日：空位[2]
- 2002年7月17日 – 2011年：ケネス・アラスデア・マクキノン[2]
- 2011年7月21日 – 2020年7月25日：パトリック・ラウドン・マクレーン・ステュアート[3][4][5]
- 2020年7月25日 – ：ジェーン・マーガレット・マクロード[5]